# Potisk
Potísk je reakcijska sila, ki nastane, ko sistem izvrže ali pospeši maso v eni smeri. Skladno z Newtonovimi zakoni gibanja posledično nastane sila - potisk - na ta sistem z enako velikostjo in nasprotno smerjo. Meri se ga, kot druge sile, v newtonih: 1 N pospeši kilogram mase z 1 m/s².
Za primer zrakoplov s fiksnimi krili ustvarja vzgon s premikanjem celotnega letala naprej skozi zrak. Potisk v tej smeri ustvarja motor, bodisi z vrtečimi se lopaticami propelerja ali turboventilatorskega motorja, ki potiskajo zrak proti repu, bodisi z izmetavanjem vročih plinov (raketni motor).